# Жуакім Карвалью
Жуакім Карвалью (порт. Joaquim Carvalho, 18 квітня 1937, Баррейру — 5 квітня 2022) — португальський футболіст, що грав на позиції воротаря, насамперед, за «Спортінг», а також національну збірну Португалії, у складі якої — бронзовий призер чемпіонату світу 1966 року.

## Клубна кар'єра
У дорослому футболі дебютував 1955 року виступами за команду клубу «Баррейренсі» з рідного міста, в якій провів три сезони.
Своєю грою за цю команду привернув увагу представників тренерського штабу клубу «Спортінг», до складу якого приєднався 1958 року. Відіграв за лісабонський клуб наступні дванадцять сезонів своєї ігрової кар'єри, з 1961 року був основним голкіпером столичної команди. За цей час тричі виборював титул чемпіона Португалії, ставав володарем Кубка Португалії, володарем Кубка Кубків УЄФА.
Завершив професійну ігрову кар'єру в лісабонському «Атлетіку», за команду якого виступав протягом 1970—1972 років.

## Виступи за збірну
1965 року дебютував в офіційних матчах у складі національної збірної Португалії. Протягом кар'єри у національній команді, яка тривала 2 роки, провів у формі головної команди країни 6 матчів.
У складі збірної був учасником чемпіонату світу 1966 року в Англії, на якому команда здобула бронзові нагороди, проте протягом турніру був одним з резервістів Жозе Перейри і на поле не виходив.

## Титули і досягнення
- Чемпіон Португалії (3):

«Спортінг»: 1961-1962, 1965-1966, 1969-1970
- Володар Кубка Португалії (1):

«Спортінг»: 1962-1963
- Володар Кубка Кубків УЄФА (1):

«Спортінг»: 1963-1964
- Бронзовий призер чемпіонату світу: 1966